# Зелені Кошари
Зелені Коша́ри — село в Україні, у Кам'яномостівській селищній громаді Первомайського району Миколаївської області. Населення становить 707 осіб.

## Населення

### Мова
Розподіл населення за рідною мовою за даними перепису 2001 року:
| Мова            | Кількість | Відсоток |
| --------------- | --------- | -------- |
| українська      | 688       | 97.31%   |
| російська       | 16        | 2.27%    |
| білоруська      | 1         | 0.14%    |
| румунська       | 1         | 0.14%    |
| інші/не вказали | 1         | 0.14%    |
| Усього          | 707       | 100%     |